# Bolivia en los Juegos Olímpicos de la Juventud 2018
Bolivia compitió en los Juegos Olímpicos de la Juventud 2018 en Buenos Aires, Argentina, celebrados entre el 6 y el 18 de octubre de 2018. Su delegación estuvo compuesta por 18 atletas y no pudo obtener medallas en las justas deportivas.

## Medallero
| Medalla       | Oro | Plata | Bronce | Total |
| ------------- | --- | ----- | ------ | ----- |
| Total oficial | 0   | 0     | 0      | 0     |

## Disciplinas

### Voleibol playa
Bolivia calificó a un equipo masculino y a un equipo femenino según su clasificación general del Tour Juvenil Suramericano.
- Torneo masculino - 1 equipo de 2 atletas
- Torneo femenino - 1 equipo de 2 atletas

### Ciclismo
Bolivia calificó a un equipo mixto de carreras de BMX.
- Equipo mixto de BMX - 1 equipo de 2 atletas

### Equitación
Bolivia clasificó a un atleta basado en el ranking de la FEI.
- Salto individual - 1 atleta

### Gimnasia rítmica
Bolivia clasificó a una atleta por su desempeño en el Campeonato Americano Junior de 2018.
- Femenino individual - 1 atleta